# 小行星2300
小行星2300（2300 Stebbins）是一颗围绕太阳公转的小行星。1953年10月10日，印第安纳大学在摩根县发现了此天体。
該小行星以美國天文學家喬爾·斯特賓斯命名。
这颗小行星的绝对星等为356.6919884854618等。